# Xenopsyllini
Los Xenopsyllini forman una tribu de pulgas (o dependiendo de las clasificaciones una subfamilia llamada Xenopsyllinae) de la familia Pulicidae.